# Klaus Krüger (Kunsthistoriker)
Klaus Krüger (* 1957) ist ein deutscher Kunsthistoriker. Er ist Professor für Kunstgeschichte am Kunsthistorischen Institut der Freien Universität Berlin.

## Werdegang
Klaus Krüger studierte an der Münchener Ludwig-Maximilians-Universität Kunstgeschichte, Literaturwissenschaft, Philosophie und Italianistik. Er promovierte 1987 bei Hans Belting mit einer Untersuchung über den Gestalt- und Funktionswandel des religiösen Tafelbilds im Italien des 13. und 14. Jahrhunderts. Nach einer Wissenschaftlichen Assistenz an der Bibliotheca Hertziana in Rom war Krüger von 1992 an Wissenschaftlicher Assistent an der Technischen Universität Berlin. Dort legte er 1997 seine Habilitationsschrift über ästhetische Illusion in der Malerei des frühneuzeitlichen Italien vor. Nach weiteren zwei Jahren als Oberassistent an der TU Berlin sowie einer Vertretungsprofessur in Frankfurt/Main wurde er 1999 auf den Lehrstuhl für Kunstgeschichte der Ernst-Moritz-Arndt-Universität Greifswald berufen. Von 2002 bis 2003 war Krüger Ordinarius für Kunstgeschichte der Frühen Neuzeit an der Universität Basel, wo er einen Ruf für den Lehrstuhl für Kunstgeschichte am Kunsthistorischen Institut der FU Berlin erhielt.
Krüger erhielt seit seiner Habilitierung verschiedene Gastprofessuren und Fellowships, u. a. an der EHESS in Paris, der Columbia University New York, der Universität Florenz, den Exzellenzclustern Kulturelle Grundlagen von Integration in Konstanz und Languages of Emotion in Berlin, dem Internationalen Forschungszentrum Kulturwissenschaften in Wien, sowie an der Bibliotheca Hertziana in Rom.

## Forschung
Krüger war und ist in zahlreichen drittmittelfinanzierten Forschungsprojekten tätig bzw. hat diese geleitet. Seine fachlichen Schwerpunkte liegen bei Italienischer Kunst vom Mittelalter bis zum Barock, der Theorie und Geschichte des Bildes, der Skulptur und visueller Medien in Mittelalter und Früher Neuzeit. Daneben hat er sich jedoch auch immer wieder mit Themen der Gegenwartskunst oder des Films beschäftigt.
Von 2012 bis Mai 2020 leitete Krüger zusammen mit Peter Geimer die Kolleg-Forschergruppe BildEvidenz. Geschichte und Ästhetik an der FU Berlin.

## Publikationen

### Monografien
- Der frühe Bildkult des Franziskus in Italien. Gestalt- und Funktionswandel des Tafelbildes im 13. und 14. Jahrhundert. Berlin: Gebr. Mann Verlag, 1992. (= Dissertation)
- Das Bild als Schleier des Unsichtbaren. Ästhetische Illusion in der Kunst der frühen Neuzeit in Italien, München: Fink, 2001. (= Habilitationsschrift)
- Politik der Evidenz. Öffentliche Bilder als Bilder der Öffentlichkeit. Göttingen: Wallstein, 2015.
- Grazia. Religiöse Erfahrung und ästhetische Evidenz. Göttingen: Wallstein, 2016.
- Zur Eigensinnlichkeit der Bilder. Acht Beiträge. Hrsg. von Matthias Weiß, Britta Dümpelmann, Wolf-Dietrich Löhr u. Friederike Wille. Paderborn: Fink, 2017. (= Ausgewählte Schriften)
- Bildpräsenz – Heilspräsenz. Ästhetik der Liminalität. Göttingen: Wallstein, 2018
- Giottos Figuren. Mimesis und Imagination, Göttingen: Wallstein, 2023.
- Figura als Bild. Streiflichter zu Dürer und zum Mediendiskurs in Mittelalter und früher Neuzeit. Göttingen: Wallstein 2024

### Herausgeberschaften
- Imagination und Wirklichkeit. Zum Verhältnis von mentalen und realen Bildern in der Kunst der frühen Neuzeit, hrsg. von Klaus Krüger und Allessandro Nova, Mainz: Philipp von Zabern, 2000.
- Curiositas. Welterfahrung und ästhetische Neugierde in Mittelalter und früher Neuzeit, mit Beiträgen von J. F. Hamburger, Ch. Kiening, N. Largier und L. Daston (Göttinger Gespräche zur Geschichtswissenschaft, Bd. 15), hrsg. v. K. Krüger, Göttingen 2002.
- Entstehung und Frühgeschichte des Flügelaltarschreins, hrsg. v. H. Krohm, K. Krüger und M. Weniger, Wiesbaden 2003.
- Der stumme Diskurs der Bilder. Reflexionsformen des Ästhetischen in der Kunst der Frühen Neuzeit in Italien, hg. v. V. von Rosen, K. Krüger und R. Preimesberger, Berlin 2003.
- Das bewegte Bild – Kunst und Film, hrsg. v. Th. Hensel, K. Krüger und T. Michalsky, München 2006.
- Tanzende Bilder. Interaktion von Musik und Film, hrsg. v. K. Krüger und M. Weiß, München 2008.
- Um/Ordnungen. Fotografische Menschenbilder zwischen Konstruktion und Destruktion, hrsg. v. K. Krüger, L. Crasemann und M. Weiß, München: Fink, 2010.
- Re-Inszenierte Fotografie, hrsg. v. K. Krüger, L. Crasemann und M. Weiß, München: Fink, 2011.
- Bildung durch Bilder. Kunstwissenschaft in der schulischen Unterrichtspraxis (Ausst. Kat. Berlin, Universitätsbibliothek der Freien Universität Berlin, 28.09.2010 bis 11.11.2010), hrsg. v. K. Krüger und K. Kranhold, Berlin 2011.
- Double Vision. Albrecht Dürer / William Kentridge (Ausst. Kat. Berlin, Kupferstichkabinett, 20.11.2015 – 06.03.2016). Hrsg. von Klaus Krüger, Andreas Schalhorn, Elke Anna Werner. München: Sieveking, 2015.
- Kunst/Fernsehen. Hrsg. von Klaus Krüger, Christian Hammes und Matthias Weiß. Paderborn: Fink, 2016.
- Ästhetiken der Liminalität, hrsg. von Klaus Krüger und Alberto Saviello (Kritische Berichte 45, Heft 3, 2017), Kromsdorf/Weimar: Jonas, 2017.
- Bildung durch Bilder. Kunstwissenschaftliche Perspektiven für den Deutsch-, Geschichts- und Kunstunterricht, hrsg. von Klaus Krüger und Karin Kranhold, Bielefeld: transcript, 2018.
- Transcultural Imaginations of the Sacred, hrsg. von Margit Kern und Klaus Krüger, Paderborn: Fink, 2019.
- Evidenzen des Expositorischen. Wie in Ausstellungen Wissen, Erkenntnis und ästhetische Bedeutung erzeugt wird, hrsg. von Klaus Krüger, Elke Anna Werner und Andreas Schalhorn, Bielefeld: transcript, 2019.